# Tabăra de sculptură Măgura

Tabăra de sculptură de la Măgura

Tabăra de sculptură Măgura a fost organizată în perioada 1970 - 1985. Inițiativa a aparținut sculptorului Gheorghe Coman, sprijinit de Uniunea Artiștilor Plastici din România, pentru a marca 16 secole de la prima atestare documentară a orașului Buzău.
Tabăra de sculptură s-a inițiat la propunerea lui Nicolae Ceaușescu, după ce acesta a vizitat obeliscul ridicat în Parcul Crâng din Buzău, la propunerea lui Gheorghe Coman și a lui Gheorghe Apostol, pentru sărbătorirea a 16 veacuri de atestare documentară a Buzăului.
Programul prevedea ca vreme de 16 ani, câte 16 sculptori, în fiecare an în majoritate alții, să vină la tabăra Măgura, în județul Buzău, unde, timp de două luni (august și septembrie), să creeze o sculptură, pe o temă la alegere, într-un bloc de piatră pe care îl primea prin tragere la sorți. Sculptorii erau, la acea vreme, elevi ai liceelor de artă din țară sau proaspeți absolvenți ai Academiei de Arhitectură din București.
În cei 16 ani, la Măgura au lucrat 163 de sculptori, în urma cărora au rămas 256 de lucrări în piatră, donate județului de către creatori, în cadrul unei festivități, reprezentând cel mai mare ansamblu național de sculptură în aer liber din țară. Din păcate, sculpturile nu au fost marcate o perioadă pentru ca vizitatorii să poată cunoaște autorul și titlul lucrării. În prezent, fiecare sculptură are o tăbliță cu un număr de identificare. La intrarea în tabără puteți vedea numele sculptorilor și numerele lucrărilor acestora.
Terenul de 21 ha, pe care sa află lucrările, aparține Mănăstirii Ciolanu, dar acum este în administrarea autorităților culturale ale județului Buzău, care plătesc o chirie mănastirii. Numele care i s-a dat taberei se datorează faptului că piatra folosită a fost procurată din comuna Măgura, această tabără situându-se, de fapt, în comuna Tisău, vecină cu Măgura.

## Listă de lucrări și autori
Acestea sunt lucrările din muzeul în aer liber, clasificate după ediția taberei, cu menționarea autorilor:

### Ediția I-a 1970
- Gânditor - Sculptor: Cristian Breazu
- Icar - Sculptor: Liana Acsinte
- Împreună - Sculptor: Gheorghe Patrichi
- Lacul - Sculptor: Adina Tuculescu
- Mirii - Sculptor: Daniel Suciu
- Motiv Matern - Sculptor: Nicolae Mira
- Nud - Sculptor: Aurelian Bolea
- Omagiu lui Brâncuși - Sculptor: Laurentiu Mihail
- Piatră de Izvor - Sculptor: Gheorghe Coman
- Pomul vieții - Sculptor: Nicolae Ghiață
- Semn - Sculptor: Napoleon Tiron
- Soldat cu scut - Sculptor: Mihai Buculei
- Taina - Sculptor: Lehel Domokos
- Tatăl și Fiul - Sculptor: George Apostu
- Tors - Sculptor: Bata Marianov
- Troiță - Sculptor: Nicolae Roșu

### Ediția a II-a 1971
- A fost odată...  - Sculptor: Nicăpetre
- Altar eroului necunoscut - Sculptor: Dumitru Pasima
- Cariatidă - Sculptor: Iosif Veress
- Ciuha - Sculptor: Mihai Mihai
- Compoziție - Sculptor: Ioan Deac-Bistrița
- Cuplu - Sculptor: Horia Flămându
- Echibru Dinamic - Sculptor: Corneliu Camaroschi
- Hora - Sculptor: Drigissa Petru
- Întrepătrunderi - Sculptor: Edith Orlowsky
- Meditație - Sculptor: Eugen Gocan
- Mobil - Sculptor: Șerban Rusu
- Omagiu lui Tudor - Sculptor: Florin Codre
- Stăpâna Pădurii - Sculptor: Gabi Silvia Beju
- Timpul - Sculptor: David Serth
- Zbor - Sculptor: Gheorghe Coman

### Ediția a III-a 1972
- Aluzie - Sculptor: Maria Deac
- Ambient - Sculptor: Gheorghe Coman
- Arcul genezei - Sculptor: Ari Vid Târnovan
- Aurora - Sculptor: Silviu Catargiu
- Cântecul nădejdii - Sculptor: Arges Iepure
- Cosma - Sculptor: Adrian Popovici
- Ecran-Modul - Sculptor: Alexandru Marchis
- Eroica - Sculptor: Radu Aftenie
- Fluturele - Sculptor: Iorgos Iliopolos
- Imprevizibil - Sculptor: prof. Aurel Holuță
- Întoarcerea fiului - Sculptor: Dan Covataru
- Legendă - Sculptor: Doru Covrig
- Piatră de hotar - Sculptor: Ionel Muntean
- Privirea - Sculptor: Elena Hariga-Avramescu
- Sculptură în trio - Sculptor: Valeriu Ciumacu
- Stelă - Sculptor: Stefan Gergely

### Ediția a IV-a 1973
- Conglomerat - Sculptor: Barbu Bocu
- Dialog arhaic - Sculptor: Tiberiu Bente
- Doamna Neaga - Sculptor: Gheorghe Coman
- Floarea Măgurei - Sculptor: Elod Kocsis
- Florile de câmp și natura - Sculptor: Bella Crisan
- Homo Faber - Sculptor: Emil Pricopescu
- Înscriere în arc - Sculptor: Jana Ghertler
- Izvorul - Sculptor: Gheorghe Turcu
- Legământ - Sculptor: Dinu Câmpeanu
- Mit - Sculptor: Iuliana Turcu
- Omagiu - Sculptor: Ioan Rusu
- Omagiu cioplitorilor din Ciuta - Sculptor: Adrian Radu
- Piatră de hotar - Sculptor: Nicolae Pleissig
- Restricții - Sculptor: Manuela Siclodi
- Semn pentru o vale liniștită - Sculptor: Mihai Barbu
- Spațiu de joc între coloane - Sculptor: Mihai Istudor

### Ediția a V-a 1974
- Cariatidă - Sculptor: Istvan Petrovits
- Ciuha-Mască - Sculptor: Mihai Mihai
- Conflict - Sculptor: Horia Flămându
- Drum - Sculptor: Doru Covrig
- Fântânile lui Tudor - Sculptor: Florin Codre
- Geneza - Sculptor: Aurelian Bolea
- Înaripata - Sculptor: Pavel Bucur
- Jertfă - Sculptor: Napoleon Tiron
- Jertfa Brâncoveanului - Sculptor: Gheorghe Coman
- Melcul - Sculptor: Mihai Buculei
- Omagiu Eroilor - Sculptor: Dumitru Pasima
- Omagiu neamului românesc - Sculptor: Laurentiu Mihail
- Plângere - Sculptor: Cristian Breazu
- Ritm constructiv - Sculptor: Nicolae Șaptefrați
- Trecere lentâ de la pâtrat la cerc - Sculptor: Corneliu Camaroschi
- Veghe - Sculptor: Liana Acsinte

### Ediția a VI-a 1975
- Cap de țărancă - Sculptor: Alexandru Puskas
- Ceasul - Sculptor: Nistor Motu
- Coloana - Sculptor: Roua Stoenescu
- Compoziție - Sculptor: Dumitru Cusa
- Compoziție - Sculptor: Ion Iancuț
- Dinamism - Sculptor: Viorel Farcas
- Floare de piatră - Sculptor: Antoaneta Andrei
- Lapone - Sculptor: Gheorghe Apostu
- Meditație - Sculptor: Sergiu Săliște
- Necunoscutul - Sculptor: Neculuai Păduraru
- Pasărea dimineții - Sculptor: Constantin Popovici
- Ritmuri florale - Sculptor: Ginette Santha
- Șipotul - Sculptor: Gheorghe Coman
- Timpul - Sculptor: Vasilica Marinescu
- Victorie - Sculptor: Remus Dragomir
- Vis - Sculptor: Marcel Grosu

### Ediția a VII-a 1976
- Călărețt - Sculptor: Florentin Tănăsescu
- Copacul - Sculptor: Iosif Koppandi
- Dimineață - Sculptor: Gheorghe Adam
- Domnișsoara Lory - Sculptor: Liviu Russu
- Eroul - Sculptor: Leonard Răchită
- Iluzia, fiica lui Icar - Sculptor: Mihai Marcu
- Liniște - Sculptor: Adrian Ionita
- Nichita - Sculptor: Dumitru Juravle
- Noaptea - Sculptor: Teodora Kitulescu
- Păstorul - Sculptor: Vasile Aciobăniței
- Pomul Vieții - Sculptor: Rodica Ungureanu
- Puia cu pui - Sculptor: Gheorghe Zărnescu
- Semn pentru o bătălie pierdută - Sculptor: Gheorghe Coman
- Străbunul - Sculptor: Nicolae Pascu
- Tors - Sculptor: Andrei Tornay
- Ziua și noaptea - Sculptor: Cristian Bedivan

### Ediția a VIII-a 1977
- Ceas solar - Sculptor: Sava Stoianov
- Compoziție - gândacul amenințător - Sculptor: Ioan Deac-Bistrița
- Duhul Pădurii - Sculptor: Elena Hariga-Avramescu
- Fereastra - Sculptor: Mihai Buculei
- Floare de câmp - Sculptor: Alina Enache
- Formă și mișcare - Tobogan - Sculptor: Iulian Codruț
- Încleștare - Sculptor: Alexandru Usineviciu
- Izvor - Sculptor: Nicolae Ghiață
- Maica - Sculptor: Constantin Rădulescu
- Măriuca Mamii - Sculptor: Constantin Platon
- Meșterul Manole - Sculptor: Marcel Voinea
- Scaun Domnesc - Sculptor: Dinu Câmpeanu
- Șotronul - Sculptor: Dumitru Pasima
- Tărancăa - Sculptor: Gheorghe Coman
- Zbor - Sculptor: Iorgos Iliopolos
- Ziua și noaptea - Sculptor: Grigore Bradea

### Ediția a IX-a 1978
- Copoziție - Sculptor: Ion Băncuț
- Dor stelar - Sculptor: Vasile Onuț
- Duet - Sculptor: Alecu Bobu
- Figură în repaus - Sculptor: Vera Barkocsi
- Himeră - Sculptor: Dan Covătaru
- În așteptarea luminii - Sculptor: Marian Mănăilă
- Întâmpinarea - Sculptor: Gheorghe Coman
- Lăacaș - Sculptor: Florentin Tănăsescu
- Meandre și parazăpezi - Sculptor: Petre Grăjdeanu
- Nașterea fluidelor - Sculptor: Bela Crișan
- Omagiu - Sculptor: Viorel Pranițchi
- Omagiu soarelui - Sculptor: Nicolae Procopan
- Răsărit de soare - Sculptor: Gheorghe Terescenco
- Stare - Sculptor: Manuela Siclodi
- Teuton - Sculptor: Mihai Ecobici
- Tors - Sculptor: Iuliana Turcu

### Ediția a X-a 1979
- Burebista - Sculptor: Radu Aftenie
- Coloană din templul jertfei - Sculptor: Sava Stoianov
- Familie - Sculptor: Grigore Patrichi
- Lăcaș - Sculptor: Gavril Abriham
- Logodna Omului cu timpul - Sculptor: Alina Enache
- Mihai Viteazu - Sculptor: Corneliu Camaroschi
- Moară - Sculptor: Dinu Câmpeanu
- O posibilă imagine a cavalerului Trac - Sculptor: Leonard Răchită
- Omagiu muncii - Sculptor: Laurentiu Mihail
- Omagiu prieteniei - Sculptor: Vladimir Dan Predescu
- Orizont vertical - Sculptor: Alexandru Călinescu-Arghira
- Paloș - Sculptor: Nicăpetre
- Semn - Sculptor: Antoaneta Andrei
- Terase - Sculptor: Gheorghe Goidaci
- Vlad Vintilă Vodă - Sculptor: Gheorghe Coman
- Zidirea - Sculptor: Liviu Russu

### Ediția a XI-a 1980
- Acrobație - Sculptor: Constantin Marineti
- Altar - Sculptor: Dorin Dănăilă
- Compoziție - Sculptor: Aurel Cucu
- Cuplu - Sculptor: Rodica Stanca Pamfil
- Deocamdată fară titlu - Sculptor: Dorin Lupea
- Familie - Sculptor: Nicolae Dorel Drăgușin
- Femina faber - Sculptor: Emil Pricopescu
- Memoria Formei - Sculptor: Mihail Alecu Sima
- Nașterea - Sculptor: Roua Stoenescu
- Piatră pentru Manole - Sculptor: Eugen Paul
- Semn pentru sămânța roditoare - Sculptor: Aurel Contras
- Soare - Sisif - Sculptor: Vasile Ivan
- Sora geamănă a stejarului - Sculptor: Virgil Mihailescu
- Tors - Sculptor: Ioan Alexandru Bujor
- Troiță pentru Pârvu Mutu Zugravu - Sculptor: Gheorghe Coman
- Val - Sculptor: Neculuai Bandarau

### Ediția a XII-a 1981
- Bucuria vieții - Sculptor: Liviu Smedoiu
- Formă - Sculptor: Rodica Bustiuc
- Germinație - Sculptor: Traian Moldoveanu
- Icar - Sculptor: Vasile Rizeanu
- Izvor - Sculptor: Mihai Ecobici
- Lupestră - Sculptor: Mihai Marcu
- Mariuca - Maiastra - Sculptor: Constantin Platon
- Metamorfoză - Sculptor: Mihai Borodi
- Mioritică - Sculptor: Gheorghe Coman
- Muzele pădurii - Sculptor: Marian Zidaru
- Piatră de hotar - Sculptor: Rodica Panaitescu
- Timpul - Sculptor: Maria Branea
- Victorie - Sculptor: Cornel Tache
- Zbor X - Sculptor: Ionel Cinghita
- Zburătoare melancolică - Sculptor: Paul Vasilescu
- Zidire - Sculptor: Liviu Russu

### Ediția a XIII-a 1982
- Actul identității - Sculptor: Relu Mareșteanu
- Cub teluric - Sculptor: Gabriel Popoian
- Dislocație - Sculptor: Anton Rațiu
- Galaxie - Sculptor: Alexandru Marchiș
- Geneză - Sculptor: Marieta Vultureanu
- Intru - Sculptor: Ion Mândrescu
- Izvor - Sculptor: Nicolae Ghiață
- Marele Coif - Sculptor: Ioan Bolborea
- Miriapod - Sculptor: Romeo Pervolovici
- Orgă de soare și ploaie - Sculptor: Tiberiu Moșteanu
- Reverie - Sculptor: Mihai Cornea Stănescu
- Rodul Pământului - Sculptor: Aurel Stanca Olteanu
- Romantică - Sculptor: Nicolae Pascu
- Stăvilar - Sculptor: Claudiu Filimon
- Stol - Sculptor: Gheorghe Terescenco
- Troiță pentru Ana lui Manole - Sculptor: Gheorghe Coman

### Ediția a XIV-a 1983
- Apărător de colină - Sculptor: Vlad Ciobanu
- Copilul cu floare - Sculptor: Roua Stoenescu
- Drumul - Sculptor: Nicolae Golici
- Duel - Sculptor: Dinu Rădulescu
- Forma prin care crește iarba - Sculptor: Gheorghe Marcu
- Imolare - Sculptor: Liviu Russu
- Încordare - Sculptor: Doru Nicolae Drăgușin
- Martiriu - Sculptor: Gheorghe Coman
- Medievală - Sculptor: Darie Dup
- Oglindire - Sculptor: Carmen Tepsan
- Podul - Sculptor: Narcis Teodorescu
- Sub rouă și raze de lună - Sculptor: Dorin Lupea
- Timpul - Sculptor: Maria Branea
- Trecere - Sculptor: Ion Ianțu
- Vatră - Sculptor: Mihai Ecobici
- Zbor - Sculptor: Ionel Cinghita

### Ediția a XV-a 1984
- Adorație - Sculptor: Marin Zidaru
- Apărătorul - Grânelor - Sculptor: Andrei Marina
- Aripă dintr-un munte - Sculptor: Alexandru Lupu
- Fiicele soarelui - Sculptor: Mihai Cornel Stăanescu
- Filozoful - Sculptor: Cristian Bedivan
- Lumina care naște lumina, care naște...  - Sculptor: Claudiu Filimon
- Luntre și punte la Divina Comedie - Sculptor: Aurel Vlad
- Mirabila Sămânță - Sculptor: Alexandru Paraschiv
- Oedip sau stăpânul - Sculptor: Petru Alexandru Galai
- Pilda năvodului - Sculptor: Alexandru Nancu
- Podoabe pentru femeia uriașului - Mărgele - Sculptor: Octavian Pârvan
- Solară - Sculptor: Alexandru Ciutureanu
- Talpa Pământului - Sculptor: Vasile Ivan
- Trecere - Sculptor: Gheorghe Coman
- Vatra - Sculptor: Mihai Istudor
- Victorie - Sculptor: Corneliu Tache

### Ediția a XVI-a 1985
- Călătorul - Sculptor: Ioan Deac-Bistrița
- Casa - Sculptor: Narcis Teodorescu
- Cavaler - Sculptor: Dinu Rădulescu
- Cetate în Zbor - Sculptor: Dorin Lupea
- Compoziție - Sculptor: Liviu Russu
- Compoziție - Sculptor: Maria Cocea
- Contemplare - Sculptor: Corneliu Camaroschi
- Firidă - Sculptor: Darie Dup
- În marea trecere - Sculptor: Ion Mândrescu
- Omagiu păcii, vieții și rațiunii - Sculptor: Laurențiu Mihail
- Paradox - Sculptor: Mihai Marcu
- Pasărea - Sfinx - Sculptor: Gheorghe Iliescu-Călinești
- Requiem - Sculptor: Aurel Cucu
- Semn de sfârșit - Sculptor: Grigore Patrichi
- Semne primordiale - Sculptor: Gheorghe Coman
- Torsionare - Sculptor: Doru Drăgușin

## Continuatoarea
În anul 1986, la un an după închiderea taberei de sculptură în aer liber de la Măgura, la inițiativa lui Gabriel Manole, un entuziast profesor din Slobozia, a fost deschisă o altă tabără de sculptură pe vârful dealului Tigoarea din localitatea Năeni, tot din județul Buzău. Tabăra de sculptură a funcționat până în 1988, sculpturile în blocuri de calcar fiind realizate de copii sub 14 ani. În 2009, la inițiativa primarului Marian Apostol, tabăra a reînviat și în poiana de pe deal au fost realizate noi sculpturi.